# Richard Quick
Pour les articles homonymes, voir Quick.
Richard Walter Quick (né le 31 janvier 1943 à Akron dans l'Ohio et décédé le 10 juin 2009 à Austin au Texas) est un entraîneur américain de natation sportive. Il est notamment membre de l'encadrement des équipes olympiques américaines de natation lors de six Jeux olympiques entre 1984 et 2004. Assistant en 1984, 1992 et 2004, il est l'entraîneur en chef lors des Jeux de 1988, 1996 et 2000.

## Biographie
Ancien nageur de haut niveau, Richard Quick commence sa carrière d'entraîneur en 1965 à Houston. Jusqu'en 1971, son équipe de jeunes remporte six fois le titre de l'État du Texas. Dès lors, il retourne à l'Université Southern Methodist, un établissement privé qu'il connaît bien pour y avoir suivi et validé des études en éducation physique et en physiologie. Assistant jusqu'en 1975, il prend les rênes de l'équipe féminine en 1976 avant de rejoindre l'Université d'État de l'Iowa en 1977 où il devient entraîneur en chef. Entre 1978 et 1982, il entraîne l'équipe de natation de l'Université d'Auburn au Texas avant de prendre en charge l'équipe féminine de natation et de plongeon de l'Université Stanford en Californie de 1988 à 2005. Sous sa direction, l'équipe remporte 14 titres en Pacific Ten Conference dont 11 consécutifs entre 1989 et 1999. En 2007, il revient à Auburn en remplacement de David Marsh, son ancien élève, où il dirige les équipes masculines et féminines de natation et de plongeon. À douze reprises, il emmène son équipe au titre de champion NCAA, sept fois avec le Cardinal de Stanford et cinq avec les Tigers d'Auburn. Entre 1984 et 1989, il remporte six fois de suite le titre NCAA, cinq fois au Texas puis dès sa première saison en Californie. Au cours de sa carrière universitaire, il entraîne plusieurs multiples champions olympiques comme l'octuple championne olympique Jenny Thompson mais aussi Rowdy Gaines, Steve Lundquist, Summer Sanders, Dara Torres ou Misty Hyman.
Six fois désigné meilleur entraîneur du championnat NCAA dont la dernière fois en 2008, il est membre de l'International Swimming Hall of Fame (Temple de la renommée de la natation internationale) depuis 2000,.
Il meurt le 10 juin 2009 des suites d'une tumeur cérébrale inopérable diagnostiquée en décembre 2008,. Il était marié et père de quatre enfants.